# 巴卡拉克冰原島峰
66°41′S 65°11′W / 66.683°S 65.183°W
巴卡拉克冰原島峰（英語：Bacharach Nunatak），是南極洲的冰原島峰，位於葛拉漢地的盧貝海岸，處於德拉蒙德冰川北翼，由英國公司拍攝照片，以該國生物化學家命名，現時由南極條約體系管理。